# Bardsragujn chumb 1999
Soutěžní ročník Bardsragujn chumb 1999 byl 8. ročníkem nejvyšší arménské fotbalové ligy. Svůj třetí titul vybojoval tým FC Širak.

## Tabulka
| Poř. | Tým                     | Z  | V  | R | P  | VG | OG  | B  |
| ---- | ----------------------- | -- | -- | - | -- | -- | --- | -- |
| 1.   | FC Širak Gjumri         | 32 | 23 | 4 | 5  | 93 | 29  | 73 |
| 2.   | FC Ararat Jerevan       | 32 | 22 | 6 | 4  | 63 | 21  | 72 |
| 3.   | Cement Ararat           | 32 | 22 | 5 | 5  | 78 | 19  | 71 |
| 4.   | Zvartnoc-AAL FC         | 32 | 16 | 6 | 10 | 50 | 38  | 54 |
| 5.   | FC Jerevan              | 32 | 15 | 6 | 11 | 60 | 43  | 51 |
| 6.   | Erebuni FC              | 32 | 12 | 5 | 15 | 41 | 44  | 41 |
| 7.   | Kilikia FC              | 32 | 10 | 4 | 18 | 57 | 55  | 34 |
| 8.   | FC Dvin Artašat         | 32 | 2  | 2 | 28 | 20 | 116 | 8  |
| 9.   | FC Gjumri               | 32 | 2  | 2 | 28 | 23 | 120 | 8  |
| 10.  | Karabach Stěpanakert FC | 0  | 0  | 0 | 0  | 0  | 0   | 0  |

|  | Vítěz ligy                                         |
|  | Vyloučen v průběhu sezóny díky finančním problémům |
|  | Zápas o udržení                                    |
|  | Sestup do Aradżin chumb                            |

### Zápas o udržení
| Datum             | Stadion | 7. místo v Bardsragujn chumb | Výsledek | 2. místo v Aradżin chumb | Poznámka                               |
| ----------------- | ------- | ---------------------------- | -------- | ------------------------ | -------------------------------------- |
| 12. prosince 1999 | Armavir | Kilikia                      | 0 : 1    | MIKA-Kasach Aštarak      | Kilikia se udržela díky rozšíření ligy |

## Vítěz
| Bardsragujn chumb 1999 FC Širak Gjumri (3. titul) |